# ドラマ愛の詩
『ドラマ愛の詩』（ドラマあいのうた）は、1991年 - 1992年・1998年 - 2005年までNHK総合テレビジョン・NHK教育テレビジョンで放送された子供向けドラマ番組シリーズである。

## 概要
『ドラマ愛の詩』のレギュラー放送は、「青少年に愛と感動、そして人間を信じることのすばらしさを届ける」をキャッチフレーズとして、1999年4月から、教育テレビの毎週土曜日午後6時から午後6時30分の放送時間枠で始まった（連続12回が標準）。『ドラマ愛の詩』が新作を作ったのは、1999年から2004年までの5年間だった。
『ドラマ愛の詩』の連続ドラマは14シリーズ、『ズッコケ三人組』、『六番目の小夜子』など6本が東京制作、『料理少年Kタロー』、『パパトールドミー』など4本が大阪局制作、『エスパー魔美』、『どっちがどっち！』など4本が名古屋局制作だった。
1991年に放送を開始した。当時は総合での放送であり、作品は1991年8月と1992年8月の『のんのんばあとオレ』『続・のんのんばあとオレ』のみであった。
初期2作品の総集編で1998年5月5日からシリーズを再開し、ショートシリーズではあるが5作品が放送された。1999年4月にNHK教育テレビジョンで本格的に放送を開始した。基本的に全12回で『ズッコケ三人組』、『双子探偵』、『六番目の小夜子』などの数々のヒット作を生み出した。
2003年3月までは土曜日放送だったが、『平成ウルトラシリーズ』や『ゾイド』等の人気作を抱える毎日放送のアニメ枠等に押され、視聴率低迷が続いたため、同年4月から火曜日19時00分 - 19時25分に変更した。変更後は過去に放送された作品の再放送となっており、新作は放送されなかった。放送時間変更後の土曜日6時枠はアニメ枠が再開し、2004年11月から放送開始されたアニメ『MAJOR』が先の毎日放送の枠を圧倒するほどの高視聴率を記録し、アニメ枠として台頭した。
翌2005年3月迄に放送された「六番目の小夜子」（再々放送）の後番組が海外ドラマ『フルハウス』の再放送になったため、シリーズは終了した。
後継な位置として2008年『ドラマ8』が新設されたが2010年に終了。2021年現在、青少年向けのドラマシリーズが途絶えている。
なお、2021年7月31日 - 2021年8月2日、総合テレビ「深夜のイッキ見！」にて六番目の小夜子が再放送された。

## 放送リスト
- 新：新作ドラマ・初放送
- 旧：旧作ドラマの再編集版
- 再：『ドラマ愛の詩』放送作品の再放送・再編集版

| NHK総合テレビジョン（1991年 - 1998年）  | NHK総合テレビジョン（1991年 - 1998年） | NHK総合テレビジョン（1991年 - 1998年）        | NHK総合テレビジョン（1991年 - 1998年） | NHK総合テレビジョン（1991年 - 1998年） | NHK総合テレビジョン（1991年 - 1998年）             |
| 作品名                                  | 作品名                                 | 原作                                          | 放送期間                               | 放送時間                               | 備考                                               |
| --------------------------------------- | -------------------------------------- | --------------------------------------------- | -------------------------------------- | -------------------------------------- | -------------------------------------------------- |
| のんのんばあとオレ                      | 新                                     | 水木しげる                                    | 1991年08月19日 - 1991年08月23日        | 平日18:00-18:30                        | NHK鳥取放送局制作                                  |
| 続・のんのんばあとオレ                  | 新                                     | 水木しげる                                    | 1992年08月24日 - 1992年08月28日        | 平日19:30-20:00                        | NHK鳥取放送局制作                                  |
| のんのんばあとオレ                      | 再                                     | 水木しげる                                    | 1998年05月05日                         | 火曜日08:35-10:30                      | 1991年の再編集版                                   |
| 続・のんのんばあとオレ                  | 再                                     | 水木しげる                                    | 1998年05月05日                         | 火曜日13:05-14:35                      | 1992年の再編集版                                   |
| ぼくのメジャーリーグ 〜白球の行方〜     | 新                                     | 第22回NHK創作テレビドラマ脚本懸賞公募入選作品 | 1998年07月20日                         | 月曜日21:00-22:00                      |                                                    |
| オグリの子                              | 新                                     | 阿部夏丸                                      | 1998年08月03日 - 1998年08月04日        | 月火20:00-21:15                        |                                                    |
| スキップ                                | 旧                                     | 北村薫                                        | 1998年11月03日                         | 火曜日08:35-09:50                      | 1996年『BS日曜ドラマ』再編集版                     |
| コラ!なんばしよっと                     | 旧                                     | 武田鉄矢                                      | 1998年12月29日                         | 火曜日16:00-18:20                      | 1992年NHKBS2放送の再編集版                         |
| コラ!なんばしよっとII                   | 旧                                     | 武田鉄矢                                      | 1998年12月30日                         | 水曜日16:00-18:30                      | 1993年『ドラマ新銀河』再編集版                     |
| コラ!なんばしよっと3                    | 旧                                     | 武田鉄矢                                      | 1998年12月31日                         | 木曜日15:30-18:00                      | 1997年『ドラマ新銀河』再編集版                     |
| NHK教育テレビジョン（1999年 - 2005年）  |                                        |                                               |                                        |                                        |                                                    |
| 作品名                                  | 作品名                                 | 原作                                          | 放送期間                               | 放送時間                               | 備考                                               |
| いちご同盟                              | 新                                     | 三田誠広                                      | 1999年01月01日                         | 金曜日18:00-19:15                      | 教育テレビ40周年記念番組                           |
| ズッコケ三人組                          | 新                                     | 那須正幹                                      | 1999年04月10日 - 1999年06月26日        | 土曜日18:00-18:30                      |                                                    |
| 双子探偵                                | 新                                     | はやみねかおる 「名探偵夢水清志郎事件ノート」 | 1999年07月03日 - 1999年10月02日        | 土曜日18:00-18:30                      |                                                    |
| ズッコケ三人組2                         | 新                                     | 那須正幹                                      | 1999年10月16日 - 1999年12月25日        | 土曜日18:00-18:30                      |                                                    |
| 僕んちのロングバケーション              | 旧                                     |                                               | 2000年01月08日 - 2000年02月19日        | 土曜日18:00-18:30                      | 1997年『ドラマ新銀河「ママだって夏休み」』再編集版 |
| オグリの子                              | 再                                     | 阿部夏丸                                      | 2000年02月26日 - 2000年03月18日        | 土曜日18:00-18:30                      | 1998年の再編集版                                   |
| 六番目の小夜子                          | 新                                     | 恩田陸                                        | 2000年04月08日 - 2000年06月24日        | 土曜日18:00-18:30                      |                                                    |
| たけしくん、ハイ!                       | 旧                                     | 北野武                                        | 2000年07月01日 - 2000年08月05日        | 土曜日18:00-18:30                      | 1985年『銀河テレビ小説』再編集版                   |
| 続・たけしくん、ハイ!                   | 旧                                     | 北野武                                        | 2000年08月26日 - 2000年09月30日        | 土曜日18:00-18:30                      | 1986年『銀河テレビ小説』再編集版                   |
| 浪花少年探偵団                          | 新                                     | 東野圭吾                                      | 2000年10月07日 - 2000年12月23日        | 土曜日18:00-18:30                      | NHK大阪放送局制作                                  |
| ズッコケ三人組VS双子探偵 光の世界へ翔べ | 新                                     | 那須正幹・はやみねかおる                      | 2001年01月01日                         | 月曜日18:00-19:15                      | ドラマ愛の詩スペシャル                             |
| 幻のペンフレンド2001                    | 新                                     | 眉村卓 「まぼろしのペンフレンド」             | 2001年01月06日 - 2001年03月24日        | 土曜日18:00-18:30                      | NHK名古屋放送局制作                                |
| ズッコケ三人組3                         | 新                                     | 那須正幹                                      | 2001年04月07日 - 2001年06月23日        | 土曜日18:00-18:30                      |                                                    |
| ズッコケ三人組                          | 再                                     | 那須正幹                                      | 2001年06月30日 - 2001年09月29日        | 土曜日18:00-18:30                      | 1999年の再放送                                     |
| 料理少年Kタロー                         | 新                                     | 令丈ヒロ子                                    | 2001年10月06日 - 2001年12月22日        | 土曜日18:00-18:30                      | NHK大阪放送局制作                                  |
| キテレツ                                | 新                                     | 藤子・F・不二雄 「キテレツ大百科」            | 2002年01月01日                         | 火曜日18:30-19:45                      | ドラマ愛の詩スペシャル                             |
| エスパー魔美                            | 新                                     | 藤子・F・不二雄                               | 2002年01月05日 - 2002年03月23日        | 土曜日18:00-18:30                      | NHK名古屋放送局制作                                |
| 新ズッコケ三人組                        | 新                                     | 那須正幹                                      | 2002年04月06日 - 2002年06月22日        | 土曜日18:00-18:30                      | NHK大阪放送局制作                                  |
| ズッコケ三人組3                         | 再                                     | 那須正幹                                      | 2002年06月29日 - 2002年09月28日        | 土曜日18:00-18:30                      | 2001年の再放送                                     |
| どっちがどっち!                         | 新                                     | 山中恒 「おれがあいつであいつがおれで」       | 2002年10月05日 - 2002年12月28日        | 土曜日18:00-18:30                      | NHK名古屋放送局制作                                |
| 六番目の小夜子                          | 再                                     | 恩田陸                                        | 2003年01月04日 - 2003年03月22日        | 土曜日18:00-18:30                      | 2000年の再放送                                     |
| パパ トールド★ミー 大切な君へ           | 新                                     | 榛野なな恵 「Papa told me」                   | 2003年04月12日 - 2003年06月28日        | 土曜日19:00-19:25                      | NHK大阪放送局制作                                  |
| 天使みたい                              | 新                                     | 山下和美                                      | 2003年07月05日 - 2003年09月20日        | 土曜日19:00-19:25                      | NHK名古屋放送局制作                                |
| 料理少年Kタロー                         | 再                                     | 令丈ヒロ子                                    | 2003年09月27日 - 2003年12月20日        | 土曜日19:00-19:25                      | 2001年の再放送                                     |
| ミニモニ。でブレーメンの音楽隊          | 新                                     |                                               | 2004年01月10日 - 2004年03月27日        | 土曜日19:00-19:25                      |                                                    |
| ズッコケ三人組                          | 再                                     | 那須正幹                                      | 2004年04月6日 - 2004年06月15日         | 火曜日19:00-19:25                      | 1999年の再放送（2回目）                            |
| ミニモニ。でブレーメンの音楽隊          | 再                                     |                                               | 2004年06月22日 - 2004年09月14日        | 火曜日19:00-19:25                      | 2004年の再放送                                     |
| 双子探偵                                | 再                                     | はやみねかおる 「名探偵夢水清志郎事件ノート」 | 2004年09月21日 - 2004年12月04日        | 火曜日19:00-19:30                      | 1999年の再放送                                     |
| 六番目の小夜子                          | 再                                     | 恩田陸                                        | 2004年12月21日 - 2005年03月08日        | 火曜日19:00-19:30                      | 2000年の再放送                                     |